# Яндемиров, Валерий Петрович
Валерий Петрович Яндемиров (11 февраля 1963, Казань — 16 ноября 2017, Казань) — советский и российский шахматист, гроссмейстер (1997), тренер.
По одной из версий, Валерий Яндемиров, мари по национальности. Его дед был председателем колхоза в деревне Чодраял Волжского района.
Выпускник Государственного центрального института физической культуры (1985, Москва). Принимал участие в полуфинале чемпионата СССР 1985 года. В 1997 гроссмейстер вышел в финал Кубка России, заняв там четвертое место. Неоднократный победитель и призёр различных российских и международных соревнований. Занял третье место на XXXI мемориале Рашида Нежметдинова в 2009 году.
Успешно выступал в командных соревнованиях. Трёхкратный чемпион России в составе клубных команд (1994, 1998, 2002). В 1994 году в составе челябинского «Кадыра». В следующие два раза в составе казанской команды. Двукратный бронзовый призёр Клубных кубков Европы (1994, 2005).
Был одним из тренеров международного мастера Ильдара Низамова и будущего гроссмейстера Рамиля Хасангатина . Черными в основном любил играть защиту Грюнфельда и испанскую партию.
В Казани проводится Мемориал Валерия Яндемирова, который является этапом Кубка России.

## Спортивные результаты
| Год  | Город      | Турнир                | + | − | = | Результат | Место |
| ---- | ---------- | --------------------- | - | - | - | --------- | ----- |
| 1994 | Элиста     | 47-й чемпионат России | 4 | 3 | 4 | 6 из 11   | 16—23 |
| 2003 | Красноярск | 56-й чемпионат России | 1 | 3 | 5 | 3½ из 9   | 64—74 |
|      |            |                       |   |   |   | из        |       |

## Изменения рейтинга
| Графики недоступны из-за технических проблем. См. информацию на Фабрикаторе и на mediawiki.org. |